# Johann Georg Krauer
Johann Georg Krauer (* 3. April 1792 in Kriens; † 3. Oktober 1845 in Altwis) war ein Schweizer Naturwissenschaftler, Arzt und Dichter.

## Leben
Nach dem Schulbesuch in Luzern studierte Johann Georg Krauer Naturwissenschaften und Medizin in Zürich, Freiburg im Breisgau und Genf. Während seines Studiums wurde er Mitglied der Alten Freiburger Burschenschaft/Harmonie und 1816 des Corps Helvetia Freiburg. Er war Stifter des Freiburger Zofingervereins. Er doktorierte in Göttingen und wirkte anschließend als Professor für Naturgeschichte am Lyzeum in Luzern. Wegen seiner politischen Anschauungen wurde er entlassen und betätigte sich anschließend als Landarzt in verschiedenen Luzerner Landgemeinden.

## Werke
Johann Georg Krauer veröffentlichte 1824 ein Verzeichnis wild wachsender Pflanzen im Kanton Luzern (Prodromus florae Lucernensis, sive stirpium phancrogamarum in agro Lucernensi et proximis ejus confiniis sponte nascendum catalogus). Daneben verfasste er patriotische Gedichte, von denen das von Franz Josef Greith vertonte Rütlilied (1820) am bekanntesten ist („Von ferne sei herzlich gegrüsset, du stilles Gelände am See“).